# Marly-Gomont

Marly-Gomont este o comună în departamentul Aisne din nordul Franței. În 1 ianuarie 2022 avea o populație de 484 de locuitori.